# Монастырь Богоматери (Магдебург)
Монастырь Богоматери — памятник немецкой романской архитектуры XII века и яркая достопримечательность города Магдебург, земля Саксония-Анхальт, Федеративная республика Германия. Расположен в центре города, недалеко от Магдебургского собора, в настоящее время используется как художественный музей и концертный зал.
Первый монастырь на этом месте основал магдебургский архиепископ Геро около 1015—1018 годов. В 1063 году здесь была построена трёхнефная базилика из местного камня, освящённая в честь Матери Божией. В ней были похоронены магдебургские архиепископы Вернер (в 1078 году) и Хайнрих (в 1107 году). В 1129 году, получив одобрение римского папы Гонория II, Норберт Ксантенский передал монастырь основанному им ордену премонстрантов. В это время базилика обзавелась двумя башнями, клуатром, вокруг которого появились двухэтажная обитель, летняя и зимняя трапезные, а внутри него — Святой колодец. В 1134 году Норберт Ксантенский упокоился под плитой перед алтарём базилики.
Когда в Страстную пятницу 1207 года сгорел старый Магдебургский собор, церковь монастыря Богоматери была временно возведена в статус городского собора. В 1220—1240 годах церковь перестраивалась с добавлением готических деталей. В центральном нефе базилики плоскую крышу заменили на нервюрный свод, а в боковых нефах — на крестовые своды.
Во времена Реформации монастырь Богоматери остался католическим. Во время Шмалькальденской войны в 1546—1547 годах он был разграблен. Аугсбургский религиозный мир в 1555 году подтвердил неприкосновенность монастыря, однако положение небольшого числа его насельников в лютеранском Магдебурге было незавидным, и в 1601 году последний католический монах покинул монастырь Богоматери. В 1628 году католикам удалось забрать из монастыря останки святого Норберта и перевезти их в Прагу, в Страговский монастырь ордена премонстрантов, где они находятся по сей день. Церковь монастыря стала городской протестантской церковью. В 1696—1700 годах в её абсиде были прорезаны готические стрельчатые окна.
В 1698 году в помещениях монастыря была основана школа. Среди её выпускников — писатель Карл Лебрехт Иммерман и драматург Георг Кайзер. Когда в 1814 году в Магдебурге стояли войска Наполеона, французская армия использовала здания как госпиталь и кавалерийские казармы, в самом храме расположили стойла для лошадей. В 1832—1834 годах комплекс зданий монастыря был секуляризирован, школа стала государственной. В 1907 году в церкви установили орган.
В 1957 году в церкви Богоматери была проведена последняя служба, а в 1966 году архитектурный комплекс монастыря перешёл в собственность города. 1969 год ознаменовался первой выставкой в стенах монастыря, она была посвящена истории Магдебурга. 1 октября 1974 года монастырь был открыт как музей изобразительных искусств, здание церкви стало Концертным залом имени Георга Филиппа Телемана. В 1987 году церковь получила новые колокола, а в 1989 — на территории монастыря разбили парк скульптур.